# Edgard Leblanc Fils

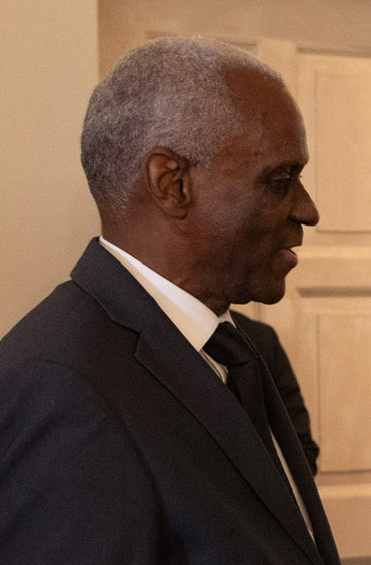
Edgard Leblanc Fils, 2024

Edgard Leblanc Fils (* 18. August 1955 in Miragoâne, Département Nippes) ist ein haitianischer Politiker. Er war von 1995 bis 2000 Präsident des Senats und gehört dem Übergangsrat in Haiti an (Conseil Présidentiel de Transition, CPT) an. Vom 30. April 2024 war er bis zum 7. Oktober 2024 dessen Vorsitzender.

## Leben
Leblanc Fils wurde am 18. August 1955 in Miragoâne, damals Département Grand’Anse, heute Département Nippes, geboren. Er besuchte zunächst eine katholische Privatschule in seinem Geburtsort. Nach der Grundschule brachten ihn seine Eltern nach Port-au-Prince, wo er eine höhere Schulbildung erfuhr. Nachdem der tropische Wirbelsturm Flora im Jahr 1963 die Kaffeeplantagen seines Vaters zerstört hatte und dieser mittellos geworden war, kehrte Leblanc Fils nach Miragoâne zurück und schloss dort, wiederum in einer katholischen Einrichtung, seine Schulausbildung im Jahr 1974 ab.
Es schlossen sich Studien des Bauingenieurwesens an der Université d’État d’Haïti an. Von 1982 bis 1984 studierte er an der Academy of advanced Traffic in New-York City Wirtschaft und Verwaltung des Transportwesens. Postgraduierte Studien führten ihn an das Instituto de Transporte in Querétaro, Mexiko.
Von 1979 bis 1991 war Leblanc Fils im Verkehrsministerium (Ministère des Travaux Publics, Transports et Communications), nach Beendigung seiner Studien als Ingenieur, tätig.

## Politische Laufbahn
Bei den Parlamentswahlen des Jahres 1995 wurde Leblanc einer von zwei neugewählten Senatoren des Département Grand’Anse. Er gehörte der PPL (Parti national pour le développement) an. Von 1995 bis 2000 war er Präsident des Senats.
Nach dem Ende der Amtszeit von Präsident Martelly war Leblanc einer der drei Kandidaten, die sich in der Nationalversammlung (gemeinsame Sitzung beider Häuser des Parlaments) als Übergangspräsidenten („président provisoire“) zur Wahl stellten. Er unterlag Jocelerme Privert.
Im Februar 2016 zog Präsident Privert Leblanc in die engere Wahl als Premierminister, zog jedoch nach Beratungen mit den Präsidenten beider Häuser des Parlaments Fritz Jean vor.
Am 30. Januar 2022 kandidierte er in einer von der Oppositionsplattform Accord de Montana organisierten Wahl für das Amt des vorläufigen Präsidenten der Republik. Hierbei setzte sich jedoch erneut Fritz Jean durch.
Im April 2024 wurde der Übergangsrat (CPT) zur Lösung der politischen Krise gebildet. Zu den sieben Mitglieder gehörte Leblanc Fils, der inzwischen zu der politischen Plattform OPL (Organisation du Peuple en Lutte) gewechselt war, als Vertreter der Partis Politiques du 30 Janvier an. Diese Gruppe von Parteien Haitis, die sich mit einer Erklärung vom 30. Januar 2023 dafür ausgesprochen haben, der Krise im Land durch Annahme von Hilfe des Auslands, Einsetzung einer neuen, demokratisch legitimierten Regierung und aktiven Einschreitens gegen Kriminalität durch die staatlichen Stellen Herr zu werden, besteht neben der OPL aus dem MOPOD (Mouvement Patriotique de l’Opposition Démocratique), der UNIR (Union nationale pour l’intégrité et la réconciliation), der PHTK (Parti Haïtien Tèt Kale; politische Plattform der Präsidenten Martelly und Moïse), der LAPEH (Ligue Alternative pour le Progrès et L’Émancipation Haïtienne; mittel-links, Plattform von Jude Célestin, von der INITÉ abgespalten), der Platfòm Pitit Desalin (Bewegung des Oppositionsführers Jean-Charles Moïse) und dem GREH (Grand rassemblement pour l’évolution d’Haïti; Plattform von Himmler Rebu).
Leblanc Fils wurde auf der konstituierenden Sitzung des CPT am 30. April 2024 zu dessen Präsident bestimmt. Die Entscheidung fiel nicht durch eine Wahl unter den sieben Mitgliedern des Rats, sondern indem sich vier der sieben Mitglieder auf den Präsidenten einigten und dieses Ergebnis bekanntgaben. Mit der Einigung ging die Festlegung eines Rotationssystems im Vorsitz einher. Entsprechung musste Lebland Fils das Amt am 7. Oktober 2024 an Leslie Voltaire abgeben. In einer persönlichen Bilanz seiner Amtszeit vertrat er die Auffassung, die große Mehrheit des Übergangsrats gehe „einen falschen Weg“. Er machte diese Auffassung an den Umgang mit Korruptionsvorwürfen gegen einige Mitglieder des Rats fest; diese Vorwürfe müssten rechtsstaatlich verfolgt werden.